# Лампеев, Вячеслав Фролович
Вячесла́в Фро́лович Лампе́ев (3 января 1952, Ульяновск, РСФСР, СССР — 15 ноября 2003, Карасёвка, Ульяновск, Россия) — советский хоккеист (хоккей с мячом и хоккей на траве), защитник. Бронзовый призёр летних Олимпийских игр 1980 года.

## Биография
Вячеслав Лампеев родился 3 января 1952 года в Ульяновске.
Окончил Ульяновское педагогическое училище № 3.
Воспитанник ульяновской школы хоккея с мячом. Сыграл за ульяновскую «Волгу» в семи сезонах 89 матчей в чемпионате СССР, забил 2 мяча.
После того как в конце 60-х годов в СССР начали культивировать хоккей на траве, к выступлениям стали привлекать игроков в хоккей с мячом. В итоге Лампеев сосредоточился на выступлениях за «Волгу» в хоккее на траве. Трижды становился чемпионом СССР по хоккею на траве (1970—1971, 1974), в хоккее с мячом завоевал серебряную (1972) и две бронзовых (1976—1977) награды.
В 1976—1980 годах выступал за сборную СССР по хоккею на траве.
В 1978 году в составе сборной СССР стал бронзовым медалистом Межконтинентального кубка.
В 1980 году вошёл в состав сборной СССР по хоккею на траве на летних Олимпийских играх в Москве и завоевал бронзовую медаль. Играл на позиции защитника, провёл 6 матчей, забил 9 мячей (пять в ворота сборной Танзании, два — Польше, по одному — Испании и Кубе). Дубль Лампеева в матче с поляками за 3-4-е места обеспечил советским хоккеистам бронзу.
Мастер спорта международного класса.
Карьеру игрока завершил в 1984 году, работал тренером по хоккею с мячом заводской команды Ульяновского авиационного промышленного комплекса, затем — в ульяновском «Старте».
Погиб 15 ноября 2003 года во время пожара в его доме в посёлке Карасёвка (Нижняя Терраса) в городской черте Ульяновска. Похоронен на кладбище «Заволжское-1» .

## Память
В Ульяновске проводится международный юношеский турнир по хоккею с мячом памяти Вячеслава Лампеева.
Фото Вячеслава Лампеева размещено в галерее спортивной славы Ульяновского физкультурно-спортивного техникума олимпийского резерва, который окончил хоккеист.